# Karl Franz Joseph Haringer

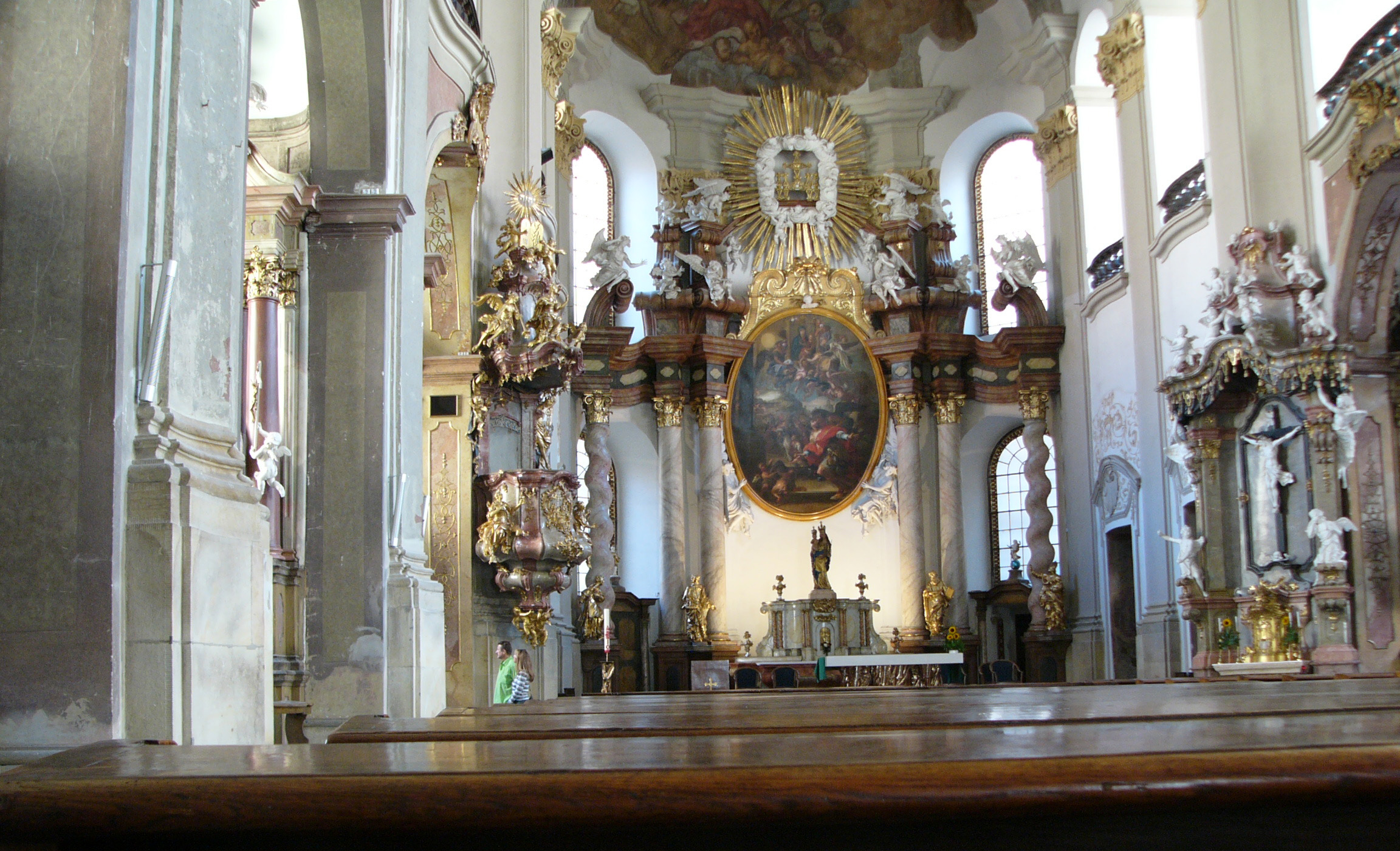
Innenansicht Maria-Schnee-Kirche Olmütz

Karl Franz Joseph Haringer (auch Karl Franz Josef Harringer; tschechisch Karel Harringer; * 1686 in Wien; † 12. März 1734 in Olmütz) war ein österreichischer Barockmaler und Freskant, der überwiegend in Mähren tätig war.

## Leben
Über Haringers Herkunft ist wenig bekannt. Vermutlich vor 1715 freskierte er das Gewölbe in der Kirche des hl. Liborius im mährischen Jessenitz mit Bildern aus dem Leben des Kirchenpatrons. 1716/17 arbeitete er in der Olmützer Maria-Schnee-Kirche. Mit diesem Auftrag schuf er für das Presbyterium das Fresko „Gemeinschaft der Heiligen“ sowie „Maria in Gloria“ und für das Hauptschiff das Fresko „Geschichte von Maria-Schnee“. 1718/19 hielt er sich zu Studienzwecken in Rom auf. Für das Stift Dürnstein schuf er 1722/23 das Hauptaltargemälde und sechs Seitenaltargemälde (davon zwei nicht mehr erhalten) sowie weitere Gemälde mit Aposteln, Propheten und anderen Heiligen. Als Stiftung der Johann Nepomuk-Bruderschaft schuf er 1726 das Hauptaltarblatt für die Pfarrkirche in Stein an der Donau. Bei einem weiteren Auftrag für die Olmützer Maria-Schnee-Kirche schuf er 1728 die Altarblätter der hll. Josef, Aloisius (?) und Barbara sowie des Schutzengels. Für das Kloster Hradisch malte er 1733 die Altargemälde der hll. Johannes Nepomuk und Johannes Sarkander. 
Haringers Schüler waren u. a. Thaddäus Supper und Johann Christoph Handke.